# Championnat d'URSS de hockey sur glace D2
La Pervaïa Liga (en russe : Первая лига ; en français : Première Ligue) était la deuxième division de hockey sur glace en Union soviétique de 1954 jusqu'en 1992 et la dissolution du championnat soviétique.

## Histoire
En 1992, la Vyschaïa Liga est créée par la Fédération de Russie de hockey sur glace et remplace la Pervaïa Liga. Dans le même temps le championnat élite soviétique est remplacé par la Ligue internationale de hockey.

## Palmarès
| - 1992 - Salavat Ioulaïev Oufa - 1991 - Lada Togliatti - 1990 - Metallourg Tcherepovets - 1989 - Ouest : SK Ouritskogo Kazan / Est : Torpedo Oust-Kamenogorsk - 1988 - Ouest : SK Ouritskogo Kazan / Est : Sibir Novossibirsk - 1987 - Ouest : Torpedo Iaroslavl / Est : Ijstal Ijevsk - 1986 - Ouest : Dinamo Kharkov / Est : Torpedo Togliatti - 1985 - Salavat Ioulaïev Oufa - 1984 - Avtomobilist Sverdlovsk - 1983 - Sibir Novossibirsk - 1982 - Salavat Ioulaïev Oufa - 1981 - Ijstal Ijevsk - 1980 - Dinamo Minsk | - 1979 - Ijstal Ijevsk - 1978 - Salavat Ioulaïev Oufa - 1977 - Avtomobilist Sverdlovsk - 1976 - Kristall Saratov - 1975 - Sibir Novossibirsk - 1974 - Kristall Saratov - 1973 - Dinamo Riga - 1972 - Avtomobilist Sverdlovsk - 1971 - Lokomotiv Moscou - 1970 - Torpedo Minsk - 1969 - Torpedo Iaroslavl - 1968 - Traktor Tcheliabinsk - 1967 - Spartak Sverdlovsk | - 1966 - Torpedo Minsk / Metallourg Novokouznetsk - 1965 - Dinamo Kiev / Sibir Novossibirsk - 1964 - SKA Novossibirsk - 1963 - Bourevestnik Penza - 1962 - SK Ouritskogo Kazan - 1961 - SKWO Kouibychev - 1960 - Metallourg Stalinsk - 1959 - Spartak Omsk - 1958 - LIIHT Leningrad - 1957 - SKWO Kalinine - 1956 - Bourevestnik Tcheliabinsk - 1955 - Spartak Sverdlovsk - 1954 - Dinamo Novossibirsk |